# مدیر خوب
مدیر خوب (انگلیسی: Good Manager; کره‌ای: 김과장; لاتین‌نویسی اصلاح‌شده: Kimgwajang) یک مجموعهٔ تلویزیونی کره جنوبی سال ۲۰۱۷ با بازی نام گونگ مین، نام سانگ-می، لی جون هو و جونگ هه-سونگ است. این مجموعه از ۲۵ ژانویه تا ۳۰ مارس ۲۰۱۷، روزهای چهارشنبه و پنجشنبه ساعت ۲۲:۰۰ (کی‌اس‌تی) از کی‌بی‌اس۲ برای ۲۰ قسمت پخش شد.

## بازیگران

### اصلی
- نام گونگ مین در نقش کیم سونگ ریونگ[۵][۶] (جی‌رو کیم)
- نام سانگ-می در نقش یون ها کیونگ[۷] (هانا یون)
- لی جون هو در نقش سو یول
- جونگ هه-سونگ در نقش هونگ گا اون[۸] (گاایل هونگ)